# Église Saint-Paul de Truro
Pour les articles homonymes, voir Église Saint-Paul.
L'église Saint-Paul de Truro (en anglais : St Paul's Church) est une église anglicane située à Truro, dans le comté de Cornouailles, en Angleterre. Cet édifice de style gothique perpendiculaire est construit en 1854 et agrandi à la fin du XIXe siècle. L'église est classée monument classé de Grade II depuis 1971, tandis que sa salle paroissiale l'est depuis 1993. L'édifice est désaffecté depuis 2007 avant d'être mis en vente par l'Église d'Angleterre.

## Localisation
L'église Saint-Paul est située sur Tregolls Road, au bord de la route A390 (en), dans le quart nord-est de la ville. La salle paroissiale est située sur Agar Road, juste en face de l'église.

## Historique
La construction d'une nouvelle église est décidée après que l'église Saint-Clément n'a plus suffit au nombre grandissant de fidèles.
L'église Saint-Paul est édifiée en 1845 pour un coût de 2 840 £ (
soit 283 000 $ en 2025). L'intégralité de ces fonds est avancée sans intérêt par le banquier William Tweedy. L'édifice originel, conçu par un architecte inconnu, possède une nef, un bas-côté sud et un porche d'entrée côté sud. Il est ouvert au culte le 23 novembre 1845, mais l'évêque refuse de le consacrer en raison de l'endettement de la paroisse. Au cours des 20 années suivantes, la communauté lève 1 100 £ (
soit 109 000 $ en 2025) et reçoit 1 000 £ (
soit 99 000 $ en 2025) supplémentaires de la part des Commissaires de l'Église (en), qui sont investies pour le salaire du prêtre à raison de 66 livres, 15 shillings et 4 pennies (
soit 6 600 $ en 2025) par an.
L'église est finalement consacrée le 26 novembre 1864 par l'évêque d'Exeter Henry Phillpotts et est dotée de sa propre paroisse. En 1880, l'église s'avère trop petite pour l'assemblée grandissante. Un comité est formé pour agrandir l'édifice par l'ajout d'un chœur et de collatéraux nord et sud. L'architecte John Dando Sedding (en) conçoit un chœur à deux travées, qui est construit par Mr. W. Bone de Liskeard pour un coût de 3 000 £ (
soit 300 800 $ en 2025) avant d'être consacré le 7 janvier 1884.
Le bas-côté nord est construit en 1889 et l'église rouverte le 27 juin 1889. Le clocher-tour est construit en 1910 d'après les plans d'Edmund Harold Sedding. Le chancel est supprimé en 1968.
L'église Saint-Paul de Truro est classée monument de Grade II sur la National Heritage List for England depuis 1971. Sa salle paroissiale est également devenue un monument de Grade II le 30 juillet 1993.
En 2007, l'église est fermée après que d'importants problèmes aient été repérés dans la structure lors de l'inspection quinquennale. Alors que le montant des travaux s'élève à 4 millions de livres en 2019, la congrégation célèbre le culte dans d'autres locaux. L'édifice est mis à la vente par l'Église d'Angleterre pour 100 000 £,.
La plupart des vitraux de l'église sont fabriqués par Lavers, Barraud et Westlake (en).

## Architecture

### Plan
L'église Saint-Paul est construite dans le style gothique perpendiculaire. Elle suit un plan quasi-symétrique avec une nef à six travées, des bas-côtés et un chœur à deux travées. Le chœur est bordé au nord par une salle d'orgue et la chapelle Saint-Clément, au sud par le clocher-tour et une sacristie. Une crypte se trouve sous la partie la plus orientale de l'édifice. En outre, une ancienne salle datée de 1905 jouxte l'extrémité ouest de l'église, tandis qu'une salle paroissiale se trouve se l'autre côté de la route.

### Extérieur
Les façades de l'église sont principalement faites de pierre de taille. La façade ouest possède est ornée d'éléments en granite et possède un pignon chaperonné. Elle est dotée d'une fenêtre quintuple sur la travée de la nef et d'une fenêtre quadruple sur la travée du bas-côté sud. La travée du bas-côté nord est à paroi pleine.
La façade orientale, plus élaborée est construite de façon symétrique avec des éléments en pierre de Polyphant (en). Les murs du chœur en saillie sont soutenus par des contreforts disposés en retrait au niveau des tourelles d'angles. La façade orientale du chœur possède une grande fenêtre septuple à tracerie placée au-dessus de la fenêtre septuple de la cave. Au nord du chœur, les façades de la sacristie et de la chapelle sont pourvues de parapets moulurés et de fenêtres triples à traceries. Ces murs sont soutenus par des contreforts extérieurs, tout comme les retours qui sont chacun pourvus d'une paire de fenêtres doubles à tracerie et à larmier.
Le clocher-tour à trois étages est soutenu par des contreforts dans les angles. Il est pourvu de statues de Sir Richard Grenville, Sir John Elliott et de l'évêque d'Exeter Jonathan Trelawny, avec au deuxième étage trois niches votives avec statues de Jésus-Christ, saint Georges et celle de saint Paul retirée.  Fenêtre septuple à tracerie au-dessus de fenêtre septuple de la cave. La tourelle octogonale à escaliers est plus haute que le clocher.
Les façades latérales possèdent des fenêtres triples à arcs brisés et à traceries, avec en outre une fenêtre quadruple dans le mur du bas-côté sud. Côté sud, le porche fortifié abrite une embrasure de porte à arc en plein cintre surmontée d'une niche votive vide.
Les toits de l'édifice sont faits d'ardoise.

### Intérieur

#### Nef, bas-côtés et transepts
La nef à six travées est séparée des bas-côtés par des arcades supportées par des piliers en granite. L'arcade du bas-côté nord est faite d'arches Tudor (en), tandis que l'arcade du bas-côté sud est faite d'arcs en plein cintre. Les murs intérieurs sont recouverts de blancs, avec peu de décorations. Le plafond en berceau de la nef dispose d'un bossage large.
Un bénitier sans ornement est situé dans l'extrémité occidentale de la nef. Les bancs en bois de pin rigide de couleur sombre ont des extrémités carrées à remplage et des dossiers pleins,. La travée orientale de la nef accueille un autel placé sur une plateforme surélevée en granite sombre. Derrière l'autel, côté gauche, se trouve chaire en bois de chêne remplage à doucine sans décoration particulière qui a été offerte à la paroisse en 1901. En dessous de l'arche de la tour, côté sud, se trouve une autre chaire en pierre qui serait datée du XVe siècle et proviendrait de l'église Saint-Clément. Les fonts baptismaux octogonaux possèdent un bassin d'eau orné de quadrilobes allongés et supporté par une hampe dont le tour est pourvu de niches à fleurs de lys. L'ensemble repose sur une base surélevée et est fermé par un couvercle plat en bois de chêne. Un panneau d'affichage dans un cadre en bois est placé sur le mur derrière les fonts baptismaux.
Le bas-côté nord possède également un plafond en berceau au bossage large. Il possède un double vitrail fabriqué en 1866 par Alexander Gibbs (en) : les deux panneaux principaux montrent des personnages, tandis que la cocarde supérieure montre une colombe (en) sur un soleil. Le plafond du bas-côté sud est orné de nervures qui forment un quadrillage. 
Les transepts et la tour sont pourvues de plafonds à caissons avec des poutres moulurées.

#### Chœur, chapelle Saint-Clément et sacristie
Le chœur est séparé de la nef par une arche en plein cintre à laquelle est suspendu un crucifix daté de 1939. Le chœur est séparé des pièces avoisinantes par des arches Tudor (en) qui contiennent des séparations en bois pourvues de remplages ouverts et de corniches sculptées,. Le plafond du chœur est orné de christogrammes peints en motif et possède bossage à dorures. Le dallage multicolore du chœur est orné de christogrammes faisant écho à ceux du plafond. Les stalles en bois finement sculpté proviennent de l'atelier Robinson de Londres. Le sanctuaire est accessible par une série de trois marches.
Située au nord du chœur, la chapelle Saint-Clément possède des poutres en bois moulurées et un plafond dont le bossage est orné de motifs floraux. 
La sacristie est délimitée du chœur par une séparation vitrée contenue sous une arche brisée. Elle possède au moins trois vitraux. Le vitrail est représente l'adoration des bergers. Sur le mur sud, un premier vitrail représente Jésus parmi les docteurs et un deuxième Jésus dans l'atelier du charpentier. Ces trois vitraux sont accompagnés d'anges à parchemins dans leurs traceries,,.

##### Fenêtre est
La façade orientale du chœur est éclairée par une fenêtre septuple à tracerie remplie de vitraux. Ceuxi-ci sont datés de 1884 et installés en mémoire de Sir Philip Protheroe Smith, ancien maire de Truro, mort en 1882,. Parmi eux, les sept panneaux principaux représentent successivement, de gauche à droite :
- saint Matthieu tenant un livre fermé dans sa main gauche et une plume dans sa main droite, avec des anges (symbole de l'évangéliste) de part et d'autre de sa tête auréolée. En dessous de lui, le martyre de saint Étienne ;
- saint Marc tenant dans ses mains un livre ouvert sur lequel est inscrit le verset Mc 1,15 en latin (« Le temps est accompli, et le royaume de Dieu est proche ; repentez-vous et croyez à l’Évangile »), avec des lions ailés (symbole de l'évangéliste) de part et d'autre de sa tête auréolée ;
- saint Paul tenant une épée, symbole de son martyre, avec des épées (symbole de l'évangéliste) de part et d'autre de sa tête auréolée ;
- la Vierge à l'enfant, avec l'enfant Jésus tenant un orbe crucigère dans sa main droite et bénissant de sa main gauche. Des lys, symboles de Marie, sont présentes aux pieds de la Vierge ainsi que de part et d'autre de sa tête auréolée ;
- un saint indéterminé, dont le symbole est fait d'une croix avec deux pierres à sa base ;
- saint Luc tenant un livre dans sa main droite, avec son symbole (taureau ailé) de part et d'autre de sa tête auréolée ;
- saint Jean tenant un livre dans sa main droite, avec son symbole (aigle) de part et d'autre de sa tête auréolée. En dessous de lui, le martyre de saint Paul.

Cette fenêtre est accompagnée de deux prédelles à vitraux, qui lui donnent un air de retable. La prédelle de gauche représente le martyre de saint Étienne, celle de droite le martyre de saint Paul. La tracerie supérieure est ornée de nombreux petits vitraux, dont le vitrail supérieur représente le Christ en gloire et les autres des anges tenant des parchemins sur lesquels sont inscrits des parties du Te Deum en latin.

### Salle paroissiale
La salle paroissiale de l'église Saint-Paul est une ancienne chapelle mortuaire construite dans le style gothique perpendiculaire à la fin du XIXe siècle, probablement d'après les plans de J. D. Sedding.
Elle est faite de pierre de taille avec des éléments en roche verte selon un plan rectangulaire orienté nord-ouest-sud-est. Ses six travées sont délimitées à l'extérieur par des contreforts à deux niveaux et à l'intérieur par des appuis en pierre moulurés qui supportent la corniche. Chaque travée est éclairée par une fenêtre triple à remplages, tandis que la façade orientale possède une grande fenêtre quadruple munie d'une rosace en guise de tracerie. La salle est accessible par deux portes dont les embrasures en arcs brisés sont moulurées : l'une est située sous le porche à l'extrémité nord-ouest, l'autre dans le mur sud de la travée occidentale. L'intérieur de la salle est recouvert d'un plafond du XXe siècle.
Son toit en batière est fait d'ardoise de Delabole, tout comme ceux de l'église. 

## Orgue
L'orgue de l'église Saint-Paul est construit vers 1889 par Hele & Co. de Plymouth, avant d'être restauré par Walker-Hele de Plymouth en 1957 et réorganisé par Lance Foy de Truro en 1983. L'orgue est placé à l'extrémité orientale du bas-côté nord dans un espace délimité par des arcades qui rendent ses tuyaux visibles. Son buffet grandement décoré entoure la sacristie.
Voici l'architecture de cet orgue :
| Pedal C–f1 |               |     |
| 1.         | Open Diapason | 16′ |
| 2.         | Bourdon       | 16′ |
| 3.         | Violoncello   | 8′  |

| Great C–a3 |                 |    |
| 4.         | Lieblich Gedact | 8′ |
| 5.         | Gamba           | 8′ |
| 6.         | Dulciana        | 8′ |
| 7.         | Flute           | 4′ |
| 8.         | Piccolo         | 2′ |
| 9.         | Clarinet        | 8′ |

| Swell C–g3 |                 |       |
| 10.        | Double Diapason | 16′   |
| 11.        | Open Diapason   | 8′    |
| 12.        | Claribel Flute  | 8′    |
| 13.        | Principal       | 4′    |
| 14.        | Harmonic Flute  | 4′    |
| 15.        | Twelfth         | 22/3′ |
| 16.        | Fifteenth       | 2′    |
| 17.        | Mixture         | III   |
| 18.        | Posaune         | 8′    |

| Choir C–a3 |                  |     |
| 19.        | Double Diapason  | 16′ |
| 20.        | Geigen Principal | 8′  |
| 21.        | Gedact           | 8′  |
| 22.        | Salicional       | 8′  |
| 23.        | Voix Celeste     | 8′  |
| 24.        | Gemshorn         | 4'  |
| 25.        | Mixture          | II  |
| 26.        | Cornopean        | 8'  |
| 27.        | Posaune          | 8′  |

- Accouplement : Swell/Pedal, Swell/Great, Swell/Choir, Choir/Great, Choir/Pedal, Great/Pedal

## Statut paroissial
La paroisse Saint-Jean-et-Saint-Paul de Truro est rattachée au doyenné de Powder et à l'archidiaconé de Cornouailles (en), au sein du diocèse de Truro de l'Église d'Angleterre. L'église Saint-Jean-l'Évangéliste partage son bénéfice avec les églises Saint-Jean-l'Évangéliste et Saint-Georges-le-Martyr de Truro.
Dans la salle paroissiale de Saint-Paul, des repas étaient distribués aux sans-abris de la ville.